# Premier League Snooker 2011
| Premier League Snooker 2011 |                    |
|                             |                    |
| Sieger                      | Ronnie O’Sullivan  |
| Austragungsort              | Großbritannien     |
| Eröffnung                   | 18. August 2011    |
| Endspiel                    | 27. November 2011  |
| Höchstes Break              | 140 Neil Robertson |

Die Premier League Snooker 2011 war ein Snookerturnier, das vom 18. August bis 27. November 2011 in verschiedenen Orten in Großbritannien ausgetragen wurde.
Im Finale bezwang Ronnie O’Sullivan aus England den Chinesen Ding Junhui mit 7:1 und gewann damit seinen bereits zehnten Titel bei diesem Turnier.

## Format
Die Premier League 2011 war ein Einladungsturnier ohne Auswirkung auf die Weltrangliste. Der Modus des Turniers wurde im Vergleich zu den Vorjahren verändert. Statt, wie zuvor, mit sieben wurde es 2011 erstmals mit zehn Spielern ausgetragen. Es gab insgesamt zehn Veranstaltungen im Rahmen der Premier League in verschiedenen Städten Großbritanniens. Bei jeder dieser Veranstaltung waren jeweils vier Spieler eingesetzt. Es wurde im Modus Best of 5 gespielt, also auf drei Gewinnframes. Pro Veranstaltung wurden drei Matches gespielt; zunächst Spieler 1 gegen Spieler 2 und Spieler 3 gegen Spieler 4 und abschließend die beiden Sieger gegeneinander.
Die besten vier Spieler dieser Gruppenphase spielten dann in der Finalrunde um den Turniersieg im K.O.-Modus.
Teilnahmeberechtigt waren folgende Spieler:
|    | Spieler           | qualifiziert über                                                              |
| -- | ----------------- | ------------------------------------------------------------------------------ |
| 1  | Ronnie O’Sullivan | Titelverteidiger                                                               |
| 2  | Mark J. Williams  | Sieger German Masters 2011                                                     |
| 3  | John Higgins      | Sieger UK Championship 2010, Welsh Open 2011 und Snookerweltmeisterschaft 2011 |
| 4  | Ding Junhui       | Sieger Masters 2011                                                            |
| 5  | Neil Robertson    | Sieger World Open 2010                                                         |
| 6  | Ali Carter        | Sieger Shanghai Masters 2010                                                   |
| 7  | Shaun Murphy      | Sieger Players Tour Championship 2010/11 – Grand Finals                        |
| 8  | Judd Trump        | Sieger China Open 2011                                                         |
| 9  | Matthew Stevens   | Sieger Championship League 2011                                                |
| 10 | Jimmy White       | Sieger World Seniors Championship 2010                                         |

## Preisgeld
- Sieger: 60.000 £
- Finalist: 30.000 £
- Halbfinalisten: 20.000 £
- 5. Platz: 17.500 £
- 6. Platz: 15.000 £
- 7. Platz: 12.500 £
- 8. Platz: 10.000 £
- 9. Platz: 8.000 £
- 10. Platz: 6.000 £

- Höchstes Break: 1.000 £ (pro Abend)
- Maximum-Break: 25.000 £

- Insgesamt: 210.000 £

## Gruppenphase
(50+-Breaks sind in Klammern angegeben; Century-Breaks sind fettgedruckt.)
| Datum         | Ort               | Spieler 1         | Ergebnis | Spieler 2         | Framefolge                                            |
| ------------- | ----------------- | ----------------- | -------- | ----------------- | ----------------------------------------------------- |
| 18. August    | Skegness          | John Higgins      | 3:0      | Jimmy White       | 61–36, (105)–5, 71–69                                 |
| 18. August    | Skegness          | Neil Robertson    | 0:3      | Matthew Stevens   | 18–63, 44–76, 13–(82)                                 |
| 18. August    | Skegness          | John Higgins      | 0:3      | Matthew Stevens   | 18–(91), 0–(95), 10–65                                |
| 1. September  | Guildford         | Jimmy White       | 0:3      | Mark Williams     | 1–(105), 30–61, 5–82 (60)                             |
| 1. September  | Guildford         | Ronnie O’Sullivan | 2:3      | Shaun Murphy      | 63–48, 45–71, 68–49, 6–(115), 0–91 (85)               |
| 1. September  | Guildford         | Mark Williams     | 3:1      | Shaun Murphy      | 67–(65), 14–66, 62–47, (101) 118–6                    |
| 22. September | Motherwell        | John Higgins      | 0:3      | Neil Robertson    | 14–126 (57, 69), 0–93 (87), 35–95                     |
| 22. September | Motherwell        | Ding Junhui       | 3:2      | Shaun Murphy      | (92) 124–7, 36–(98), 8–117 (98), (87) 102–21, (80)–0  |
| 22. September | Motherwell        | Neil Robertson    | 3:1      | Ding Junhui       | 56–63, (140)–0, (109) 118–0, 54–42                    |
| 29. September | Doncaster         | Ronnie O’Sullivan | 3:0      | Matthew Stevens   | 70–0, (94)–0, 77–12                                   |
| 29. September | Doncaster         | Ding Junhui       | 0:3      | Ali Carter        | 9–82, 14–120 (50,70), 0–92 (91)                       |
| 29. September | Doncaster         | Ronnie O’Sullivan | 3:1      | Ali Carter        | 9–82, 14–120 (50,70), 0–92 (91)                       |
| 6. Oktober    | Weston-super-Mare | Mark Williams     | 1:3      | Judd Trump        | 0–79 (64), 76–14, 0–79 (50), 23–71                    |
| 6. Oktober    | Weston-super-Mare | John Higgins      | 2:3      | Matthew Stevens   | 5–(104), 68–87, (57) 61–1, 68–67 (67), 0–51           |
| 6. Oktober    | Weston-super-Mare | Judd Trump        | 3:0      | Matthew Stevens   | 72–43, (81)–0, 67–30                                  |
| 21. Oktober   | Stoke-on-Trent    | Mark Williams     | 2:3      | Ali Carter        | 27–69, 66–41, 45–63, (115) 131–1, 0–84                |
| 21. Oktober   | Stoke-on-Trent    | Jimmy White       | 2:3      | Ding Junhui       | (52) 87–39, (59)–66, (52) 72–(56), 24–115 (78), 20–59 |
| 21. Oktober   | Stoke-on-Trent    | Ali Carter        | 1:3      | Ding Junhui       | (96)–0, 7–67, 51–72, 1–72 (66)                        |
| 28. Oktober   | Exeter            | Ali Carter        | 1:3      | Judd Trump        | (78)–0, 14–62, 16–(111), 31–57 (53)                   |
| 28. Oktober   | Exeter            | Shaun Murphy      | 1:3      | Neil Robertson    | 37–66 (60), (53) 74–41, 35–83 (52), 49–68             |
| 28. Oktober   | Exeter            | Judd Trump        | 3:1      | Neil Robertson    | 55–54, 38–76, 74–0 (59), 79–0 (76)                    |
| 3. November   | Southampton       | Ronnie O’Sullivan | 3:2      | Judd Trump        | 0–(139), (53) 94–32, (89)–22, 46–64 (58), (70) 78–4   |
| 3. November   | Southampton       | Neil Robertson    | 2:3      | Ding Junhui       | 59–72, 14–(61), (66) 72–17, (55) 70–46, 7–100 (58)    |
| 3. November   | Southampton       | Ronnie O’Sullivan | 1:3      | Ding Junhui       | (77) 82–0, 1–74, 58–68, 17–79 (76)                    |
| 10. November  | Banbury           | John Higgins      | 3:1      | Ali Carter        | 36–52, (101) 117–13, (79) 95–0, 67–38                 |
| 10. November  | Banbury           | Mark Williams     | 3:0      | Matthew Stevens   | 63–28, 76–5, (105)–0                                  |
| 10. November  | Banbury           | John Higgins      | 3:1      | Mark Williams     | (125) 130–1, 44–77, (89)–24, 69–22                    |
| 17. November  | Grimsby           | Judd Trump        | 0:3      | Shaun Murphy      | 1–75, 0–(122), 14–111 (100)                           |
| 17. November  | Grimsby           | Ronnie O’Sullivan | 3:0      | Jimmy White       | 87–29, 75–6, (103) 120–6                              |
| 17. November  | Grimsby           | Shaun Murphy      | 1:3      | Ronnie O’Sullivan | 16–(82), 35–(78), (52) 83–0, 40–(100)                 |

### Tabelle
Die besten 4 Spieler qualifizierten sich für die Finalrunde.
| Platz | Name              | Frames | Spiele | Punkte |
| ----- | ----------------- | ------ | ------ | ------ |
| 1     | Ronnie O’Sullivan | 18–10  | 5–2    | 18     |
| 2     | Ding Junhui       | 16–14  | 5–2    | 16     |
| 3     | Judd Trump        | 14–9   | 4–2    | 14     |
| 4     | Mark J. Williams  | 13–10  | 3–3    | 13     |
| 5     | Neil Robertson    | 12–11  | 3–3    | 12     |
| 6     | John Higgins      | 11–11  | 3–3    | 11     |
| 7     | Shaun Murphy      | 11–14  | 2–4    | 11     |
| 8     | Ali Carter        | 10–14  | 2–4    | 10     |
| 9     | Matthew Stevens   | 9–11   | 3–3    | 9      |
| 10    | Jimmy White       | 2–12   | 0–4    | 2      |

## Finalrunde
|  | Halbfinale (Best of 9) 26. November 2011 Hopton-on-Sea | Halbfinale (Best of 9) 26. November 2011 Hopton-on-Sea | Halbfinale (Best of 9) 26. November 2011 Hopton-on-Sea |  |  | Finale (Best of 13) 27. November 2011 Hopton-on-Sea | Finale (Best of 13) 27. November 2011 Hopton-on-Sea | Finale (Best of 13) 27. November 2011 Hopton-on-Sea |
|  |                                                        |                                                        |                                                        |  |  |                                                     |                                                     |                                                     |
|  |                                                        |                                                        |                                                        |  |  |                                                     |                                                     |                                                     |
|  | 1                                                      | Ronnie O’Sullivan*                                     | 5                                                      |  |  |                                                     |                                                     |                                                     |
|  | 4                                                      | Mark J. Williams                                       | 2                                                      |  |  |                                                     |                                                     |                                                     |
|  |                                                        |                                                        |                                                        |  |  |                                                     | Ronnie O’Sullivan***                                | 7                                                   |
|  |                                                        |                                                        |                                                        |  |  |                                                     | Ding Junhui                                         | 1                                                   |
|  | 2                                                      | Ding Junhui                                            | 5                                                      |  |  |                                                     |                                                     |                                                     |
|  | 3                                                      | Judd Trump**                                           | 3                                                      |  |  |                                                     |                                                     |                                                     |
|  |                                                        |                                                        |                                                        |  |  |                                                     |                                                     |                                                     |

### Framefolge
* 0–66, 70–33, (109)–3, 34–59, (55) 96–0, (84) 85–0, (88) 92–9

** 89–37, 28–53, 15–74 (58), (59) 68–17, (139)–0, 69–58, 14–70, (75)–25

*** (52) 68-31, (92) 96-16, (56) 80-24, 57-43, 33-70, 79-52, (63)-61 (60), (77)-0

## Century-Breaks
| Neil Robertson    | 140, 109           |
| Judd Trump        | 139, 111           |
| Ding Junhui       | 139                |
| John Higgins      | 125, 105, 101      |
| Shaun Murphy      | 122, 115, 100      |
| Mark J. Williams  | 115, 105, 105, 101 |
| Ronnie O’Sullivan | 109, 103, 100      |
| Matthew Stevens   | 104                |